# UEFA女子年間最優秀選手賞
UEFA女子年間最優秀選手賞（英: UEFA Women's Player of the Year Award）は、ヨーロッパのクラブチームでプレーする最も優れた女子サッカー選手に与えられる賞である。欧州サッカー連盟（UEFA）とヨーロピアン・スポーツ・メディア（ESM）が共同で主催する。

## 設立の経緯
2012-13シーズンより正式にUEFA欧州女子年間最優秀選手賞（英: UEFA Best Women's Player in Europe Award）が設立された。2016-17シーズンより現在のUEFA女子年間最優秀選手賞に改称。

## 選考方法
対象はヨーロッパのクラブと代表でプレーする全女子選手であり、国籍は問わない。2012-13シーズンの場合、最終候補者リストはUEFA欧州女子選手権本大会に出場する12チームと、UEFA女子チャンピオンズリーグの準々決勝に勝ち上がった8チームの監督によって選出された。投票するのはUEFA加盟各国よりヨーロピアン・スポーツ・メディア（ESM）によって選出された、女子サッカー担当ジャーナリスト18人で構成。まずそれぞれの記者が1位から3位までの選手を選んで投票。1位には5ポイント、2位には3ポイント、3位には1ポイントが与えられ、合計得点の多い上位3名が最終候補となる。最終投票は8月に行われるUEFA女子チャンピオンズリーグのグループリーグ組み合わせ抽選の日に行われ、最多得票者が選出された。

## 受賞者
| シーズン                     | 1位                                           | 2位                                           | 3位                                           | 出典                         |
| UEFA欧州女子年間最優秀選手賞 | UEFA欧州女子年間最優秀選手賞                  | UEFA欧州女子年間最優秀選手賞                  | UEFA欧州女子年間最優秀選手賞                  | UEFA欧州女子年間最優秀選手賞 |
| ---------------------------- | --------------------------------------------- | --------------------------------------------- | --------------------------------------------- | ---------------------------- |
| 2012-13                      | ナディネ・アンゲラー (フランクフルト)         | レナ・ゲースリンク (ヴォルフスブルク)         | ロッタ・シェリン (オリンピック・リヨン)       | [ 2 ]                        |
| 2013-14                      | ナディネ・ケスラー (ヴォルフスブルク)         | マルティナ・ミュラー (ヴォルフスブルク)       | ニッラ・フィッシェル (ヴォルフスブルク)       | [ 3 ]                        |
| 2014-15                      | セリア・シャシッチ (フランクフルト)           | アマンディーヌ・アンリ (オリンピック・リヨン) | ジェニファー・マロジャン (フランクフルト)     | [ 4 ]                        |
| 2015-16                      | アーダ・ヘーゲルベルグ (オリンピック・リヨン) | アマンディーヌ・アンリ (オリンピック・リヨン) | ジェニファー・マロジャン (フランクフルト)     | [ 5 ]                        |
| UEFA女子年間最優秀選手賞     |                                               |                                               |                                               |                              |
| 2016-17                      | リーケ・マルテンス (バルセロナ)               | ペルニレ・ハルダー (ヴォルフスブルク)         | ジェニファー・マロジャン (フランクフルト)     | [ 6 ]                        |
| 2017-18                      | ペルニレ・ハルダー (ヴォルフスブルク)         | アーダ・ヘーゲルベルグ (オリンピック・リヨン) | アマンディーヌ・アンリ (オリンピック・リヨン) | [ 7 ]                        |
| 2018-19                      | ルーシー・ブロンズ (オリンピック・リヨン)     | アーダ・ヘーゲルベルグ (オリンピック・リヨン) | アマンディーヌ・アンリ (オリンピック・リヨン) | [ 8 ]                        |
| 2019-20                      | ペルニレ・ハルダー (ヴォルフスブルク)         | ワンディ・ルナール (オリンピック・リヨン)     | ルーシー・ブロンズ (オリンピック・リヨン)     | [ 9 ]                        |
| 2020-21                      | アレクシア・プテジャス (バルセロナ)           | ジェニファー・エルモソ (バルセロナ)           | リーケ・マルテンス (バルセロナ)               | [ 10 ]                       |
| 2021-22                      | アレクシア・プテジャス (バルセロナ)           | ベス・ミード (アーセナル)                     | レナ・オーバードルフ (ヴォルフスブルク)       | [ 11 ]                       |
| 2022-23                      | アイタナ・ボンマティ (バルセロナ)             | サム・カー (チェルシー)                       | オルガ・カルモナ (レアル・マドリード)         | [ 12 ]                       |

## 候補者

### 2021-22
| 順位 | 選手名                         | 初回投票 | 最終投票 | 所属クラブ                   |
| ---- | ------------------------------ | -------- | -------- | ---------------------------- |
| 1    | アレクシア・プテジャス         | –        | 97       | バルセロナ                   |
| 2    | ベス・ミード                   | –        | 84       | アーセナル                   |
| 3    | レナ・オーバードルフ           | –        | 47       | ヴォルフスブルク             |
| 4    | アレクサンドラ・ポップ         | 35       | –        | ヴォルフスブルク             |
| 5    | アイタナ・ボンマティ           | 25       | –        | バルセロナ                   |
| 6    | キーラ・ウォルシュ             | 18       | –        | マンチェスター・シティ       |
| 7    | リア・ウィリアムソン           | 17       | –        | アーセナル                   |
| 8    | アーダ・ヘーゲルベルグ         | 12       | –        | オリンピック・リヨン         |
| 8    | ワンディ・ルナール             | 12       | –        | オリンピック・リヨン         |
| 10   | リナ・マグル                   | 10       | –        | バイエルン・ミュンヘン       |
| 11   | デルフィーヌ・カスカリーノ     | 9        | –        | オリンピック・リヨン         |
| 12   | アマンディーヌ・アンリ         | 8        | –        | オリンピック・リヨン         |
| 12   | マピ・レオン                   | 8        | –        | バルセロナ                   |
| 14   | タベア・ワスムート             | 6        | –        | ヴォルフスブルク             |
| 15   | セルマ・バシャ                 | 5        | –        | オリンピック・リヨン         |
| 15   | メアリー・アープス             | 5        | –        | マンチェスター・ユナイテッド |
| 17   | サキナ・キャシャウィ           | 4        | –        | パリ・サンジェルマン         |
| 17   | マリー＝アントワネット・カトト | 4        | –        | パリ・サンジェルマン         |
| 19   | マール・フロームス             | 2        | –        | フランクフルト               |
| 20   | フリドリーナ・ロルフォ         | 1        | –        | バルセロナ                   |
| 21   | クリスティアン・エンドラー     | 0        | –        | オリンピック・リヨン         |
| 21   | マリーナ・ヘゲリング           | 0        | –        | バイエルン・ミュンヘン       |

出典:

### 2022-23
| 順位 | 選手名                           | 初回投票 | 最終投票 | 所属クラブ                   |
| ---- | -------------------------------- | -------- | -------- | ---------------------------- |
| 1    | アイタナ・ボンマティ             | –        | 308      | バルセロナ                   |
| 2    | サム・カー                       | –        | 88       | チェルシー                   |
| 3    | オルガ・カルモナ                 | –        | 72       | レアル・マドリード           |
| 4    | メアリー・アープス               | 55       | –        | マンチェスター・ユナイテッド |
| 5    | サルマ・パラジュエロ             | 48       | –        | バルセロナ                   |
| 5    | アレクサンドラ・ポップ           | 48       | –        | ヴォルフスブルク             |
| 7    | キーラ・ウォルシュ               | 24       | –        | バルセロナ                   |
| 8    | キャロライン・グラハム・ハンセン | 11       | –        | バルセロナ                   |
| 9    | レイチェル・デイリー             | 8        | –        | アストン・ヴィラ             |
| 10   | エヴァ・パヨル                   | 5        | –        | ヴォルフスブルク             |
| 11   | カディディアトゥ・ディアニ       | 4        | –        | パリ・サンジェルマン         |

出典: